# Regionalväg 573

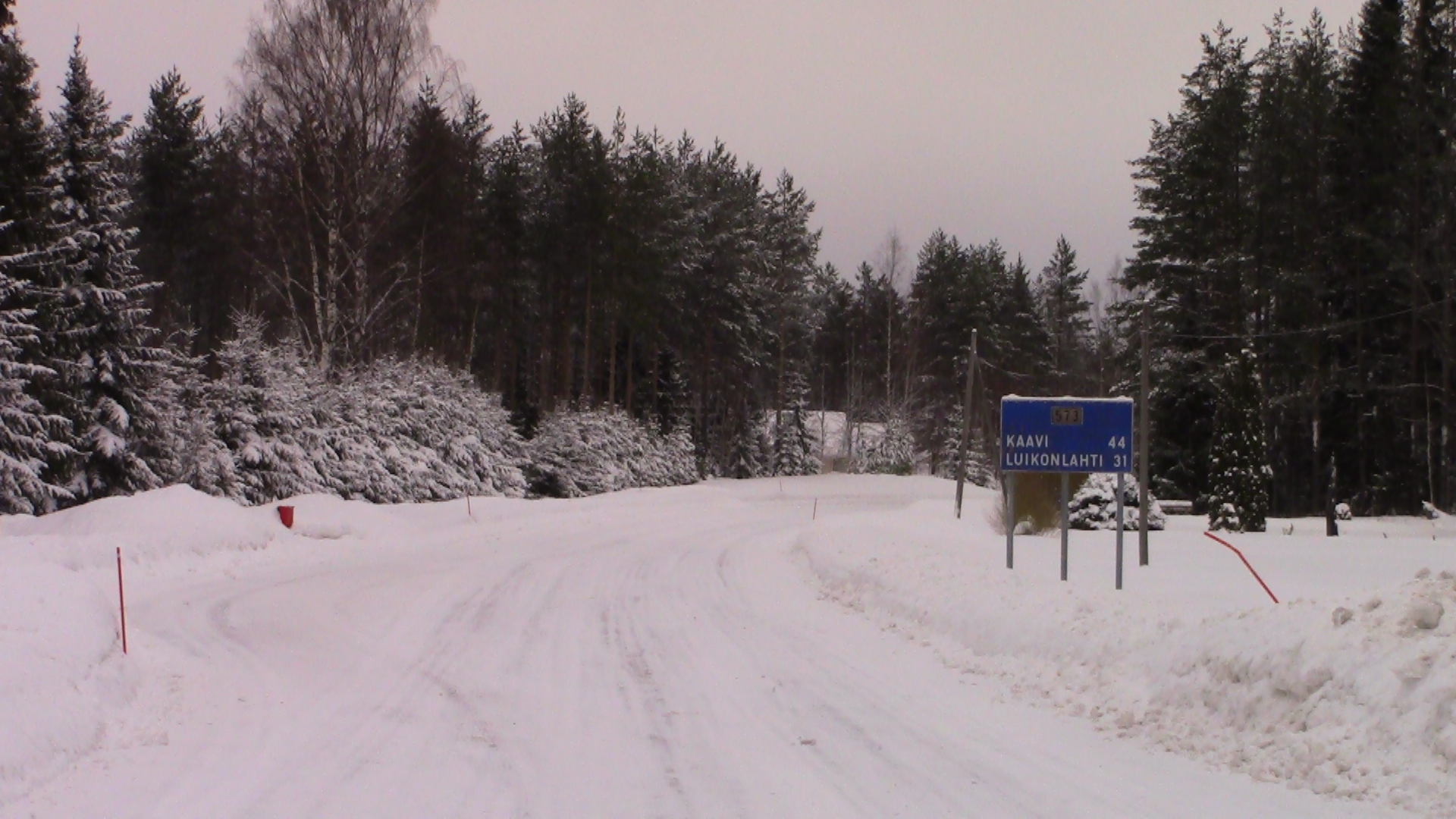
Regionalväg 573 norr om Outokumpu.

Regionalväg 573 är en regionalväg i Finland som sträcker sig från Norra Karelen till Norra Savolax. Vägen börjar i Outokumpu och sträcker sig norrut via Maarianvaara by och Luikonlahti by till Kaavi.

## Sträckning och anslutningar
- Outokumpu:
  - 9 från Outokumpu  till Joensuu och Kuopio
  - 504 från Outokumpu (östra) till centrum, Polvijärvi och Koli

- Kaavi:
  - 502 från Maarianvaara till Polvijärvi och Ylämylly i Libelits
  - 506 från Luikonlahti till Juga och förbindelseväg 5720 till Tuusniemi
  - 566 från Kaavi kyrkoby till Riistavesi i Kuopio
  - 569 från Kaavi kyrkoby till Nilsiä i Kuopio [1]